# Dimitar Slatanow
Dimitar Slatanow (bulgarisch Димитър Златанов, englische Transkription: Dimitar Zlatanov; * 9. November 1948 in Ichtiman) ist ein ehemaliger bulgarischer Volleyballspieler und -trainer.

## Karriere
Slatanow nahm mit der bulgarischen Nationalmannschaft dreimal an Olympischen Spielen teil. Dabei wurde er 1968 in Mexiko Sechster, 1972 in München Vierter und gewann 1980 in Moskau die Silbermedaille. Außerdem spielte Slatanow je viermal bei Welt- und Europameisterschaften und wurde dabei 1970 Vizeweltmeister. Mit seinem Verein ZSKA Sofia wurde er achtmal bulgarischer Meister und gewann 1969 den Europapokal der Landesmeister sowie 1976 den Europapokal der Pokalsieger. Mit Klippan Turin wurde er 1981 italienischer Meister und erreichte ein Jahr später das Endspiel im Europapokal der Landesmeister.
Nach seiner aktiven Zeit war Slatanow Trainer bei ZSKA Sofia und verschiedenen italienischen Vereinen. 2007 wurde er als erster Bulgare in die „Volleyball Hall of Fame“ aufgenommen.